# Elizabeth Blackburn
Elizabeth Helen Blackburn (født 26. november 1948 i Hobart, Tasmanien) er en australskfødt amerikansk biologisk forsker ved University of California i San Francisco, der studerer telomerer, som er en struktur i enden af kromosomer, der beskytter disse. Blackburn opdagede sammen med Carol W. Greider enzymet telomerase, som danner telomererne. For dette arbejde modtog hun i 2009 Nobelprisen i fysiologi eller medicin sammen med Carol W. Greider og Jack W. Szostak.